# Байтерек (Кордайський район)
Байтере́к (каз. Байтерек) — село у складі Кордайського району Жамбильської області Казахстану. Входить до складу Аухаттинського сільського округу.
До 2011 року село називалося Рисполе.
Населення — 941 особа (2021; 337 у 2009, 501 у 1999, 251 у 1989).